# Geely
Geely er en kinesisk virksomhed med hovedsæde i Zhejiang, som bl.a. fremstiller motorcykler og biler. Den 28. marts 2010 overtog Geely den svenske bilfabrikant Volvo Cars.

## Ekstern henvisning
- Geely.com